# Tour der französischen Rugby-Union-Nationalmannschaft nach Südafrika 1964
| Tour der Franzosen nach Südafrika 1964 | Tour der Franzosen nach Südafrika 1964 | Tour der Franzosen nach Südafrika 1964 | Tour der Franzosen nach Südafrika 1964 | Tour der Franzosen nach Südafrika 1964 |
| Übersicht                              | S                                      | G                                      | U                                      | N                                      |
| -------------------------------------- | -------------------------------------- | -------------------------------------- | -------------------------------------- | -------------------------------------- |
| Test Matches                           | 1                                      | 1                                      | 0                                      | 0                                      |
| Sonstige Spiele                        | 5                                      | 4                                      | 0                                      | 1                                      |
| Gesamt                                 | 6                                      | 5                                      | 0                                      | 1                                      |
|                                        |                                        |                                        |                                        |                                        |
| Südafrika                              | 1                                      | 1                                      | 0                                      | 0                                      |

Die Tour der französischen Rugby-Union-Nationalmannschaft nach Südafrika 1964 umfasste eine Reihe von Freundschaftsspielen der französischen Rugby-Union-Nationalmannschaft. Sie reiste im Juli 1964 durch Südafrika und bestritt sechs Spiele. Darunter war ein Test Match gegen die südafrikanische Nationalmannschaft, das mit einem knappen französischen Sieg endete. Hinzu kamen fünf weitere Spiele gegen regionale Auswahlmannschaften, bei denen vier Siege und eine Niederlage resultierten.

## Spielplan
- Hintergrundfarbe grün = Sieg
- Hintergrundfarbe rot = Niederlage

(Test Matches sind grau unterlegt; Ergebnisse aus der Sicht Frankreichs)
| # | Datum         | Gegner           | Ort            | Stadion            | Ergebnis |
| - | ------------- | ---------------- | -------------- | ------------------ | -------- |
| 1 | 11. Juli 1964 | Rhodesien        | Salisbury      | Police Grounds     | 34:11    |
| 2 | 15. Juli 1964 | Giqualand West   | Kimberley      | De Beers Stadium   | 29:3     |
| 3 | 18. Juli 1964 | Western Province | Kapstadt       | Newlands Stadium   | 11:20    |
| 4 | 21. Juli 1964 | Border           | Port Elizabeth | Border Ground      | 14:6     |
| 5 | 25. Juli 1964 | Südafrika        | Springs        | PAM Brink Stadium  | 8:6      |
| 6 | 29. Juli 1964 | Transvaal        | Johannesburg   | Ellis Park Stadium | 21:9     |

## Test Match
| 25. Juli 1964 | Südafrika                              | 6 : 8         | Frankreich                                                       | PAM Brink Stadium, Springs Zuschauer: 57.000 Schiedsrichter: Albert Strasheim (Südafrika) |
| 25. Juli 1964 | Versuche: Stewart Straftritte: Stewart | (3:8) Bericht | Versuche: Darrouy Erhöhungen: Albaladejo Straftritte: Albaladejo | PAM Brink Stadium, Springs Zuschauer: 57.000 Schiedsrichter: Albert Strasheim (Südafrika) |

Aufstellungen:
- Südafrika: Tommy Bedford, Gawie Carelse, Frik du Preez, Jannie Engelbrecht, John Gainsford, Douglas Hopwood, Mike Lawless, Hannes Marais, Mof Myburgh, Nelie Smith , Dave Stewart, Trix Truter, Stefanus van der Merwe, Don Walton, Lionel Wilson
- Frankreich: Pierre Albaladejo, Jean-Claude Berejnoï, Jean Capdouze, Michel Crauste , Benoît Dauga, Paul Dedieu, Christian Darrouy, Jean Gachassin, Arnaldo Gruarin, André Herrero, Claude Laborde, Maurice Lira, Yves Menthillier, Jean Piqué, Walter Spanghero

## Kader

### Management
- Tourmanager: Serge Saulnier
- Trainer: Jean Prat
- Kapitän: Michel Crauste

### Spieler
| Spieler              | Position         | Mannschaft            |
| -------------------- | ---------------- | --------------------- |
| Claude Laborde       | Gedrängehalb     | Racing Club de France |
| Jean-Claude Lasserre | Gedrängehalb     | US Dax                |
| Pierre Albaladejo    | Verbinder        | US Dax                |
| Jean-Claude Hiquet   | Verbinder        | SU Agen               |
| Jean Capdouze        | Innendreiviertel | Section Paloise       |
| Raymond Halçaren     | Innendreiviertel | FC Lourdes            |
| Jean Piqué           | Innendreiviertel | Section Paloise       |
| Michel Arnaudet      | Außendreiviertel | FC Lourdes            |
| Christian Darrouy    | Außendreiviertel | Stade Montois         |
| Jean Dupuy           | Außendreiviertel | Stadoceste Tarbais    |
| Jean Gachassin       | Außendreiviertel | FC Lourdes            |
| Paul Dedieu          | Schlussmann      | AS Béziers            |

| Spieler              | Position             | Mannschaft        |
| -------------------- | -------------------- | ----------------- |
| Jean-Michel Cabanier | Hakler               | US Montauban      |
| Yves Menthillier     | Hakler               | US Romans         |
| Jean-Claude Berejnoï | Pfeiler              | SC Tulle          |
| Marc Etcheverry      | Pfeiler              | Section Paloise   |
| Arnaldo Gruarin      | Pfeiler              | RC Toulon         |
| Élie Cester          | Zweite-Reihe-Stürmer | TOEC              |
| Benoît Dauga         | Zweite-Reihe-Stürmer | Stade Montois     |
| Walter Spanghero     | Zweite-Reihe-Stürmer | RC Narbonne       |
| Michel Crauste       | Flügelstürmer        | FC Lourdes        |
| Maurice Lira         | Flügelstürmer        | La Voulte Sportif |
| Jean-Joseph Rupert   | Flügelstürmer        | US Tyrosse        |
| Michel Sitjar        | Flügelstürmer        | SU Agen           |
| André Herrero        | Nummer Acht          | RC Toulon         |